# Total Recall – Az emlékmás (film)
A Total Recall – Az emlékmás (eredeti cím: Total Recall) 1990-ben bemutatott amerikai sci-fi akciófilm. Alapjául Philip K. Dick Emlékárusítás nagyban és kicsiben (We Can Remember It for You Wholesale) című novellája szolgált, amely 1966 áprilisában jelent meg először a The Magazine of Fantasy & Science Fiction című kiadványban. A filmet Paul Verhoeven rendezte, Arnold Schwarzenegger főszereplésével. A forgatás 1989 márciusa és augusztusa között zajlott.

## Rövid történet
Egy férfi virtuális nyaralási emlékeket szeretne a Mars bolygóról, és az események sorozata arra kényszeríti, hogy a valóságban is elmenjen a bolygóra.

## A cselekmény

Doug üldözői: Richter és Helm (Michael Ironside és Michael Champion)

2084-et írunk. Douglas Quaid építőmunkás éjszakánként gyakran álmodja azt, hogy a Marson van egy ismeretlen nővel. Egyre erősödik benne a vágy, hogy ellátogasson a vörös bolygóra, ám szépséges felesége nem lelkesedik az ötletért. Lori szerint a Mars egy unalmas bolygó, ahol ráadásul épp zavargások vannak, melyeket Vilos Cohaagen kormányzó próbál féken tartani, és pletykálnak egy idegen kéz emelte objektumról is. Quaid fejében továbbra is motoszkál a Marsra utazás gondolata. Munkába menet a metrón egy ügynökség reklámját látja a tévében: a Memória iroda (az eredetiben Rekall a cég neve) emlékutazást ajánl ügyfeleinek. Az ügyfél agyába kívánságának megfelelő utazási emlékképeket ültetnek, melyeket úgy fog majd felidézni, mintha valóban járt volna a kiválasztott helyen. Doug a felesége tudta nélkül elmegy a Memóriához. Mondani sem kell, hogy egy Mars-utazás emlékképeit rendeli meg, melyen titkosügynökként venne részt egy barna hajú, kihívó megjelenésű nő társaságában. Innentől kezdve a film  teljesen elbizonytalanítja a nézőt, hogy az, ami történik, vajon valódi, avagy a képzelet szüleménye. Alig kezdődik el az emlékképek beültetése a memóriába, amikor váratlan probléma adódik: Quaid valósággal megvadul a speciális berendezéshez szíjazva. Az ügynökség munkatársai alig bírják ártalmatlanná tenni, és eszméletlen állapotában gyorsan meg is szabadulnak tőle. Doug élete azonban ettől kezdve megváltozik: a legjobb barátjának hitt férfi meg akarja őt ölni, ezért kénytelen ő végezni vele, meglepően ügyes harci képzettsége segítségével. Otthon a felesége, amikor megtudja, mi a helyzet, rátámad, és közli, hogy igazából nem is házasok, ő csak egy beépített ügynök, akinek a feladata ellenőrizni őt, és akit Cohaagen küldött. Váratlanul rajtuk üt egy csapat kommandós, Richter vezetésével, aki Lori igazi férje és Cohaagen jobb keze. Quaid alig tud elmenekülni a tűzharc során.
Amikor tiszta lesz a levegő, talál egy bőröndöt, benne pénzzel, hasznos holmikkal, hamis személyikkel, egy hologramvetítővel és egy videóüzenettel. A videón saját maga szerepel, Hauserként bemutatkozva. Elmondja, hogy Cohaagennek dolgozott, de felfedezte az idegen tárgyat, ezért a saját biztonsága érdekében töröltette a memóriáját és létrehozta az új alteregót. Kiveteti saját magából a beépített jeladót, majd rábírja saját magát, hogy menjen a Marsra és jelentkezzen be az ottani Hilton szállóba. A bolygóra érve átcsúszik a biztonsági ellenőrzésen, majd a hotelben talált információk alapján Venusville-be megy, a Mars piroslámpás negyedébe, ahol számos mutáns él, akiknek állapotát a gyenge védelem miatti sugárfertőzés okozta. Miközben a taxisofőr Benny kint várja, az Utolsó Menedék klubban megkeresi Melinát, aki a nő az álmaiból. Melina azonban nem hisz neki, azt gondolván, hogy még mindig Cohaagennek dolgozik, és hazudik a memóriatörléséről.
Nem sokkal később a hotelszobában meglátogatja dr. Edgemar a Memória részéről, valamint felesége, Lori. Azt mondják neki, hogy skizoid embóliában szenved, és a beültetett emlékeinek a rabja, őket pedig kívülről küldték be az emlékeibe. Edgemar szerint ha sürgősen nem jön ki az álmából, akkor megőrül, és agyműtétet kell végezni rajta. Egy kapszulát ad át neki, amelynek segítségével állítólag kiírhatná magát az álomból. Quaid már majdnem be is veszi, de amikor meglátja, hogy Edgemar idegességében izzadni kezd, úgy dönt, lelövi. Lori riadóztatja Richter embereit, akik elkapják Quaidet, ám Melina megmenti őt, s végül a férfi megöli Lorit is. Benny segítségével visszamennek Venusville-be, és az alagutakon keresztül szöknek meg. Cohaagen, aki dühös az akció sikertelensége miatt, elzárja Venusville-ben a levegőt, hogy lakosai szép lassan megfulladjanak. Quaid, Melina és Benny a lázadók bázisára érnek, ahol a férfit bemutatják Kuatónak, aki egy mutáns parazita iker, és aki képes a gondolatolvasásra. Kuato megfejti a mélyen a férfiba temetett emléket: a titokzatos idegen tárgy egy földönkívüli faj által létrehozott turbiniumreaktor, ami a marsi jeget megolvasztva lélegezhetővé teszi az atmoszférát – ez azonban véget vetne Cohaagen oxigén-monopóliumának. Váratlanul rajtuk ütnek – kiderül, hogy Benny áruló, aki hiába mutáns, mégis Cohaagennek dolgozik. Megölnek számos embert, köztük Kuatót is, aki annyit kér utolsó szavával, hogy indítsa be a reaktort.
Quaidet és Melinát Cohaagen elé viszik, aki közli velük, hogy ez egy előre eltervezett akció volt, hogy a lázadók nyomára bukkanjanak. Hauser, aki csakugyan Cohaagen cimborája volt, szándékosan töröltette a memóriáját és juttatta el magát a lázadók bázisáig. Most azonban, hogy teljesült a cél, már nincs rá szükség, hogy Quaid legyen, és kéri vissza Hauser-emlékeit. Át akarják írni Quaid és Melina emlékeit, de nem járnak sikerrel. A páros kiszabadítja magát, és a reaktor felé tartva a föld alatt végeznek Bennyvel, aki az életükre tör, majd a reaktorteremben Richterrel és bandájával. Már csak a beüzemelés lenne hátra, azonban azt Cohaagen megpróbálja megakadályozni egy bombával, mondván, hogy a reaktor igazából életveszélyes. Quaid megállítja őt, de a bomba berobbantja a reaktor falát, amin keresztül a légnyomáskülönbség kiszippantja Cohaagent, megölve őt. Mielőtt Quaid és Melina is kizuhannának, aktiválják a reaktort, amelynek hatására oxigén árasztja el a légkört, megmentve így mindenkit a fulladástól.
A zárójelenetben Quaid és Melina a marsi levegőn sétálnak. Quaid nem tudja, hogy ez most álom vagy valóság, de mielőtt esetleg véget érne, megcsókolja Melinát.

## Háttér-információk

### Elhúzódó előkészületek
Philip K. Dick 1966-ban írt 23 oldalas novellája, a We Can Remember It For You Wholesale (Emlékárusítás nagyban és kicsiben) cselekménye eredetileg 1974-ben játszódott. A főhős neve Douglas Quail volt, egy egyszerű szürke könyvelő. A sors úgy hozta, hogy K. Dick éppen 1974-ben kapott ajánlatot a novella megfilmesítésére: Ron Shusett 1000 dollárt kínált a jogokért. Az összeg nem volt túl magas, de mégiscsak novelláról volt szó, és a szerző sem volt még akkoriban különösebben ismert. Shusett a sikeres tranzakció után Dan O’Bannon társaságában látott hozzá a forgatókönyv megírásához, amelyből az idők folyamán mintegy 40-féle változatot írtak. Több stúdióhoz is benyújtották a szkriptet, ám mindenhol elutasították őket. Volt, aki szerint a produkció túlságosan drága lenne, másoknak viszont az volt a véleményük, hogy a sztori körülbelül a közepétől követhetetlenné válik, szétesik. A stúdiók egymás között adták körbe a forgatókönyvet, ami végül eljutott Dino De Laurentiishez. Az Amerikai Egyesült Államokba áttelepült olasz producer fantáziát látott a témában, és megkezdte az előkészületeket a forgatáshoz.
De Laurentiis sem volt azonban tökéletesen elégedett a szöveggel. Különösen a történet végét kifogásolta, amelyben a Mars levegőhöz jut. Kifogásai ellenére szorgalmasan kereste a megfelelő rendezőt és főszereplőt a nehéznek ígérkező munkára. A rendezésre felmerült Richard Rush neve, de őt hamar ejtették. Helyette sikerült megnyerni  az ausztrál Bruce Beresfordot, aki leginkább az Oscar-díjas Miss Daisy sofőrje (1989) alkotójaként ismert. Beresfordnak hála, De Laurentiis végül elfogadta a történet befejezését. A rendező elutazott Ausztráliába, hogy előkészítse a forgatást. A főszerepre Patrick Swayze-t választották, aki a Dirty Dancing (1987) című filmnek köszönhetően akkoriban nagyon népszerű volt. Időközben azonban De Laurentiis cége tönkrement, és a producer kénytelen volt értékesíteni a birtokában lévő filmjogokat. Ekkor lépett színre Arnold Schwarzenegger, aki néhány évvel korábbi első nagy filmsikerét, a Conan, a barbárt (1982) éppen De Laurentiis vállalkozásában forgatta. Arnie szerette volna eljátszani Quaid szerepét is, ám De Laurentiis nem találta rá alkalmasnak. A csőd hírére Schwarzenegger rávette Mario Kassar producert, hogy vásárolja meg Az emlékmás jogait De Laurentiistől. Miután ez megtörtént, új rendezőt kellett keresni, mivel De Laurentiis csődjével Beresford is kiszállt a produkcióból. Ekkor a kanadai David Cronenberg vette kézbe a forgatókönyvet, átdolgozásokat eszközölt, de Arnold szerint nem ő volt az ideális rendező a történet megfilmesítésére. „Az osztrák tölgy” látta Paul Verhoeven Robotzsaru (1987) című nagy sikerű, ám meglehetősen erőszakos akciófilmjét, és az volt a véleménye, hogy Az emlékmás a holland direktornál lenne a legjobb kezekben. (Mellesleg annak idején Arnold neve is felmerült a Robotzsaru szerepének eljátszására, de azért nem őt választották, hogy elkerüljék a felesleges összehasonlításokat a Terminátorral.) Verhoeven elvállalta a munkát, bár nem tagadta, hogy számára viszont nem Schwarzenegger lett volna az ideális főszereplő. Paul inkább egy „nyápic sztár”-t képzelt el Quaid szerepére, mint például Richard Dreyfuss vagy Dustin Hoffman. Verhoeven szerint Arnie-ról az emberek nem tudnák és nem is szeretnék elhinni, hogy esetleg csak álmodja az egész sztorit, márpedig ennek a variációnak a hihetősége nagyon fontos volt a film hatását illetően. Arnold mindenesetre sziklaszilárdan kiállt Verhoeven mellett akkor is, amikor a producerek a növekvő forgatási költségek és a felmerülő nehézségek miatt meneszteni akarták a hollandot.
Természetesen Verhoeven jogos kifogásait nem lehetett figyelmen kívül hagyni. A könyvelőből tehát acélizmú építőmunkás lett, ami valóban jobban passzolt Schwarzenegger fizikai adottságaihoz. A Quail nevet is ekkor változtatták Quaidre, nehogy az emberek Dan Quayle akkori alelnökre asszociáljanak. O’Bannon és Shusett forgatókönyvét Gary Goldman dolgozta át Verhoeven számára. A film politikai magva az 1960-as, 1970-es évekből származik, amikor az volt az általános nézet, hogy a hatalom még a szabad országnak tartott Egyesült Államokban is elnyomja az állampolgárokat. Shusett és Goldman végig jelen voltak a forgatáson, hogy azonnal rendelkezésre álljanak, ha valamit soron kívül át kellene írni. A tényleges forgatás megkezdése előtt a storyboardok készítése és a fontosabb filmes helyszínek makettjeinek megépítése folyt.

### Forgatási kulisszatitkok

#### A forgatási helyszín
A filmet feszített tempóban forgatták Mexikóban, 10 hónapon keresztül, mindennap. 10 megépített díszletben dolgoztak, mindegyik egy-egy 85 × 25 méteres színpadra épült. Ezeken kívül természetesen eredeti helyszíneken is forgattak. Az egyik eredeti helyszín a mexikóvárosi metró volt, melyet a film érdekében szürkére festettek át. A város katonai akadémiája volt a helyszín abban a jelenetben, amelyben Doug a munkahelyére tart. Azért esett a választás éppen Mexikóvárosra, mert viszonylagos olcsósága mellett Verhoeven szerint a város rendelkezett a filmjéhez szükséges futurisztikus miliővel. A mexikóvárosi szmog viszont alaposan próbára tette a stábot: Schwarzenegger és Ronald Shusett kivételével szinte mindenki beteg lett a forgatás ideje alatt.
Mivel Az emlékmás kőkemény akciófilm, természetesen a két női főszereplőnek is kemény edzéseken kellett részt venniük, hogy bírják a tempót, és begyakorolják a verekedési jeleneteket. Schwarzenegger később viccelődve azt mondta, hogy szerinte Sharon Stone határozottan élvezte azoknak a jeleneteknek a felvételét, melyekben Lori Quaidet rugdalja. Abban a jelenetben, amikor szerepe szerint Stone egy szállodai szobában rugdalja össze Arnoldot, a férfinek eltört az ujja. Miután ellátták a sérülést, folytatódott a felvétel, de nagyon figyelni kellett arra, hogy a begipszelt ujj a későbbi jelenetekben ne legyen látható (ennek ellenére a film némely PR-fotójára Schwarzenegger a rögzített bal középső ujjával került rá). Arnold egyébként egy másik epizód felvétele közben is megsérült: amikor Quaid az üldözői elől menekülve betöri a metró ablakát, a színész túl erősen ütött az ablaküvegre, és a szilánkoktól megsérült a keze. Ebédszünetben összevarrták a sebet, majd folytatódott a munka.

#### A trükkök
Az emlékmás volt lényegében az utolsó nagy költségvetésű film, amelyben a trükköket jórészt még makettekkel oldották meg, de a film több helyen tartalmaz digitális trükköket is. A metróban a röntgenfalon átlátható csontvázakhoz mozgásához először alkalmazták mozifilmben a motion capture technikát. A film marsi nyitójelenetét stúdióban rögzítették: csak a két főszereplő volt valódi, minden mást blue screen segítségével utólag varázsoltak a vászonra. Ezt az epizódot a forgatás vége felé vették fel, amikor már fogyóban volt a pénz. A jelenet azon részében, amikor Quaid arca eltorzul, és kidüllednek a szemei, bábut használtak. Az új évezredben már digitális effekttel oldanák meg ugyanezt. Úgynevezett „fordított techniká”-t használtak abban a jelenetben, amelyben Quaid elmegy a Memóriához, ahol a titkárnő éppen kékről pirosra festi át a körmét egy szempillantás alatt. Valójában a nő körme piros volt, és egy trükkel azt változtatták át kékre. Három különböző méretű makettet használtak abban a jelenetben, amelyben Doug vasúttal tart Mars City felé, a kamera pedig – fokozatosan távolodva a szerelvénytől – a bolygó felszínét mutatja. (A makettek elkészítéséhez a Mars felszínéről készült valódi fotókat használtak fel.) Anyagi okokból a producerek eredetileg ki akarták hagyni ezt a jelenetet, de Verhoeven ragaszkodott a leforgatásához, mert ez volt az egyetlen külső felvétel a bolygóról.
Nem számított nehéz trükknek Arnold átváltoztatása kövér hölggyé, mivel az ominózus jelenetben Schwarzenegger helyett tényleg egy kövér színésznő látható, aki egyébként az igazi útlevelét adta oda ellenőrzésre a filmbeli tisztviselőnek. Amikor viszont valamilyen probléma miatt a hölgy arca torzulni kezd, akkor a trükkmesterek ismét bábut használtak. A mozipremier idején sok lelkes kamasz találgatta, hogy a kocsmajelenetben látható hárommellű hölgynek melyek voltak az igazi mellei, de azok nyertek, akik arra tippeltek, hogy egyik se. Bábut használtak Kuato esetében is. Hogy minél élethűbb legyen a figura, a bábu mozgatását körülbelül húszan végezték: külön ember volt a kezek, a szemek, a száj stb. mozgatására.
Blue screen technikát alkalmaztak azokban a jelenetekben, melyek hátterében a Mars volt. A technikusok számára azonban különösen nehéz feladat volt megoldani azt, hogy az arcokon ne a kék, hanem a Marsnak megfelelően a vörös szín tükröződjön. Többször meg kellett ismételni néhány jelenet felvételét, hogy a blue screen technika ellenére a tárgyakról is vörös fény verődjön vissza. Ehhez képest szinte gyerekjáték volt azt a jelenetet megvalósítani, melyben a nyomáskülönbség ki akarja szippantani a szereplőket. A három színész valójában köteleken lógott a levegőben, és a kamerát fordították el a megfelelő szögbe, mintha a szereplők vízszintesen lebegnének. Azt a jelenetet, melyben a Mars légterét felhőket képezve árasztja el a kiáramló levegő, valójában egy vízzel teli medence aljáról vették fel, miközben levegőt engedtek a víz felszínére.
Persze nem sikerült mindent trükkökkel megoldani. Egyszerűen nem volt elegendő pénz például arra, hogy felvegyék a Marsra utazás jelenetét. Verhoeven és a forgatókönyvírók ezért azt találták ki, hogy Richterék lövései nyomán beragad az a képmagnó, melyen Hauser videófelvétele látható, a hang pedig gépiesen ezt ismételgeti: „Menj el a Marsra! Menj el a Marsra!” Így az anyagi okokból le nem filmezett utazás képsorai nélkül is egyértelmű volt a nézők számára, hogy a következő jelenetekben már a Marson vagyunk. Egyszerű optikai trükkel érték el, hogy a szállodai mennyezet nyomasztó hatást keltsen: Verhoeven alacsony kameraszöget használt. Ebben a jelenetben jelenik meg egyébként a Memória embere is. Verhoeven olyan típusú színészt akart erre a szerepre, mint aki Alfred Hitchcock Szakadt függöny (1966) című filmjében a professzort játszotta.

#### A zene
Jerry Goldsmith zeneszerző a futurisztikus hatás érdekében kísérletezett a zenei hatásokkal, avantgárd elemeket használt. A kritikusok szóvá is tették, hogy a filmnek nincs igazi zenei témája, ám Goldsmith azzal vágott vissza, hogy van, csak éppen nem lehet elfütyülni. Az emlékmás egyébként végig fenntartja a kételyt, hogy az események valóban megtörténtek-e, vagy csak a főhős által megrendelt emlékképeket láttuk. Goldsmith az utolsó jelenet alá – melyben a két főszereplő csókot vált – az álommotívumot játszotta be, ami megfelelt Verhoeven elképzeléseinek. A rendező szintén álomként értelmezte a történetet, bár tisztában volt azzal, hogy a Schwarzenegger-rajongók inkább valóságként értelmezik azt.

## Érdekességek
- A főszerepre a hosszas előkészületi időszakban Jeff Bridges és Matthew Broderick neve is felmerült. Christopher Reeve-nek fel is ajánlották a szerepet, de ő visszautasította.
- Kurtwood Smith nem fogadta el Richter szerepét, mert szerinte a figura túlságosan hasonlít Clarence Boddickerre, akit a Robotzsaruban játszott.
- A marsi hotelbe Doug Brubaker névvel jelentkezik be: így hívták a Földi űrutazás (1978) című film főszereplőjét is. Peter Hyams sci-fije olyan űrhajósokról szól, akiknek úgy kell tenniük, mintha egy Mars-utazáson vennének részt, ám valójában a Földön maradnak. Amikor azonban katasztrófa éri a világűrbe üresen fellőtt űrhajójukat, a világ szemében halottakká, feletteseik számára pedig fölösleges teherré válnak.
- Az eredeti elképzelés szerint Lori még élt volna, amikor Doug ezt mondja neki: „Tekintsd ezt válásnak!”, és csak e mondat után lőtte volna agyon a nőt. Az alkotók szerint azonban ez túl cinikus viselkedés lett volna, ezért előbb van a lövés és csak utána az idézett mondat. A „Tekintsd ezt válásnak!” egyébként majdnem olyan híres filmes szállóigéje lett Schwarzeneggernek, mint az „I’ll be back!” (Visszatérek!) a Terminátor első részében.
- Verhoeven eredetileg nem akarta a filmben hagyni azt a képkockát, melyben Kuatót fejbe lövik, de a vágó rábeszélte. Évekkel később a férfi viszont azt mondta Verhoevennek, hogy újra megnézte a filmet a tévében, és rájött, hogy mégiscsak ki kellett volna vágni ezt a részt. A cenzorok állítólag meglepődtek a film erőszakosságán, és számos helyen vágásokat rendeltek el. Verhoeven néhány esetben megpróbálta más kameraállásból felvett képsorokra cserélni a kifogásolt részeket. 77 áldozatával egyébként Az emlékmás akkoriban még kiugróan erőszakos filmnek számított. Később a tévéadásokban bizonyos országokban, például Németországban emiatt kivágták a leszámolások nagy részét, ahogy más hasonló filmeknél is, vállalva azt is, hogy így számos cselekvéssor befejezetlen és bizonyos szereplők sorsa „kérdéses” maradt.
- Állítólag Schwarzenegger olyan magas összeget kért azért, hogy audiokommentárt készítsen a film DVD-változatához, hogy a forgalmazó megszellőztette azt az elgondolását, miszerint amennyiben más sztárok is hasonló anyagi követelésekkel állnak majd elő a DVD-ken való közreműködésért, inkább drasztikusan csökkenteni fogja a DVD-k extra tartalmát.
- Verhoeven szeretett volna folytatást készíteni a filmhez, de különböző okokból nem nyílt erre lehetősége. Steven Spielberg Különvélemény (2002) című filmje viszont részben azt a sztorit mondja el, ami Az emlékmás folytatása lett volna, szintén Philip K. Dick nyomán.

## Szereposztás
| Szereplő               | Színész                 | Magyar hang        |
| ---------------------- | ----------------------- | ------------------ |
| Douglas Quaid / Hauser | Arnold Schwarzenegger   | Reviczky Gábor     |
| Lori                   | Sharon Stone            | Balogh Erika       |
| Melina                 | Rachel Ticotin          | Tóth Enikő         |
| Vilos Cohaagen         | Ronny Cox               | Fülöp Zsigmond     |
| Richter                | Michael Ironside        | Szakácsi Sándor    |
| George / Kuato         | Marshall Bell           | Hegedűs D. Géza    |
| Benny                  | Mel Johnson Jr.         | Vass Gábor         |
| Helm                   | Michael Champion        | Szersén Gyula      |
| Dr. Edgemar            | Roy Brocksmith          | Kautzky József     |
| Bob McClane            | Ray Baker               | Kertész Péter      |
| Dr. Lull               | Rosemary Dunsmore       | Menszátor Magdolna |
| Ernie                  | David Knell             | Jakab Csaba        |
| Tiffany                | Alexia Robinson         | Simorjay Emese     |
| Tony                   | Dean Norris             | Varga T. József    |
| csapos                 | Mark Carlton            | Antal László       |
| Thumbelina             | Debbie Lee Carrington   |                    |
| Mary                   | Lycia Naff              | Kiss Erika         |
| Harry                  | Robert "Bobby" Costanzo | Kránitz Lajos      |
| Stevens                | Michael LaGuardia       | Jakab Csaba        |
| kövér hölgy            | Priscilla Allen         |                    |
| útlevélkezelő          | Ken Strausbaugh         |                    |
| Everett                | Marc Alaimo             | Tolnai Miklós      |

## Fontosabb díjak és jelölések

### Oscar-díj
- 1991 különdíj: Eric Brevig, Rob Bottin, Tim McGovern, Alex Funke (vizuális effektek)
- 1991 jelölés: Stephen Hunter Flick (legjobb hangeffektek)
- 1991 jelölés: Nelson Stoll, Michael J. Kohut, Carlos DeLarios, Aaron Rochin (legjobb hang)

### Szaturnusz-díj
- 1991 díj: legjobb sci-fi film
- 1991 díj: Erica Edell Phillips (legjobb jelmezek)
- 1991 jelölés: Arnold Schwarzenegger (legjobb színész)
- 1991 jelölés: Paul Verhoeven (legjobb rendező)
- 1991 jelölés: Rob Bottin, Jeff Dawn, Craig Berkeley, Robin Weiss (legjobb maszk)
- 1991 jelölés: Jerry Goldsmith (legjobb filmzene)
- 1991 jelölés: Thomas L. Fisher, Eric Brevig, Rob Bottin (legjobb speciális effektusok)
- 1991 jelölés: Rachel Ticotin (legjobb női mellékszereplő)
- 1991 jelölés: Ronald Shusett, Dan O'Bannon, Gary Goldman (legjobb forgatókönyv)

### BAFTA-díj
- 1991 jelölés a speciális effektusok elkészítését végző teljes alkotói gárda részére